# Transpromocional
Transpromocional é um novo conceito de comunicação que busca unir documentos transacionais, como contas e faturas de cartão de crédito, com a comunicação colorida e personalizada via banco de dados (VDP). É uma forma mais eficiênte de atingir o público alvo, partindo do princípio que os documentos transacionais não são descartados pelo receptor.
Com imagens ou anúncios coloridos e personalizados um a um, as faturas passam a ter um design inovador e um diálogo direto com os nichos e indivíduos, personalizando a comunicação de cada fatura, independente do volume ou do canal, podendo ser impresso ou eletrônico.

## Vantagens
- Centro de Lucro: Com anúncios um a um, faturas passam de custos para lucros. Mídia altamente segmentada e mensurável.
- Relevância: 63% dos clientes pesquisados preferem documentos Transpromocionais.[1]
- Atenção: Gera três vezes mais atenção se comparado as outras mídias. 90% dos consumidores lêem documentos transacionais.[2]
- Crescimento: Crescerá 91% ao ano apenas nos EUA, saltando de 1,62 bilhões de impressões para 21,7 bilhões em 2010.[1]
- Redução de Custos: Diminui as chamadas de Call Center de 10% para menos de 3,5%.[1]
- Maior Assertividade: Inserções caronas, amplamente usadas em faturas, possuem uma das piores respostas de marketing: 0,21%.[3]
- Relacionamento: A atenção dos destinatários aumenta em 82% e os pagamentos no vencimento aumentam em 30%.[1]